# 奧迪A4
奧迪A4是德國汽車製造商奧迪自1994年末起生產的入門級豪華中级轿车，為奧迪80和奧迪90的替代車型。在市場上的主要競爭對手包括BMW 3系列，梅赛德斯-奔驰C级，凌志IS，謳歌TSX以及英菲尼迪G級。奧迪A4採用縱置式前置引擎，驅動方式為前輪驅動，某些型號搭配有quattro全時四輪驅動系統。迄今為止，奧迪A4總共開發了5代，全部基於福斯的B系列平台開發。
奧迪A4的車型通常為常見的四門四座轎車，某些國家的市場有上市休旅車版本。第2代以及第3代奧迪A4曾經發布過敞篷車的版本，但都停產並被奧迪A5以及奧迪S5的敞篷版代替。而从2024年起，奥迪A4将转型为新能源车型奥迪A4 e-tron而燃油车型被奥迪A5掀背車和旅行車继承。

奧迪有開發高性能版本的A4，依據性能分成S4以及RS4。

## 第一代奧迪A4 - B5 (1994-2001)
奧迪於1995年發表了在福斯B5平台基礎上開發的A4 (內部編號為Typ 8D)；此平台與第4代 大众帕萨特是共用的，不同的是，奧迪A4為縱置式前置引擎。奧迪A4是首先以四門房車的型態示人的，於一年後才增加發布了旅行車型 (稱為 Avant)。
這一代的A4是福斯集團旗下第一個使用其全新設計的1.8公升 20氣門（每缸5氣門）直列四缸引擎的車型，渦輪增壓的版本壓榨出148bhp的峰值馬力，並將峰值扭力提升到210Nm。同時，奧迪也在這一代A4中引入了當時全新開發的Tiptronic手自一體變速箱。

### B5 改良款 (1998-2001)
這一款改良的奧迪A4 B5首先亮相在1997年法蘭克福車展上，並在第二年在歐洲市場全面上市。這一改良款使用2.8公升 30氣門V6引擎入替了原來的2.8公升 12氣門V6引擎，主要是因為當時福斯將每缸5氣門的技術延伸到了V6引擎中。
奧迪同期還發布了基於A4開發的高性能版本奧迪S4。

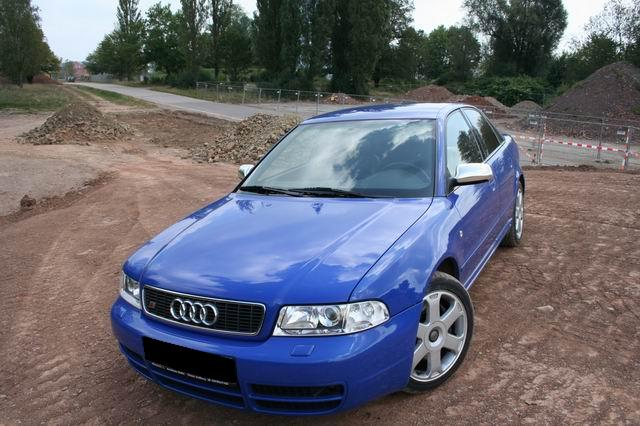
奧迪S4

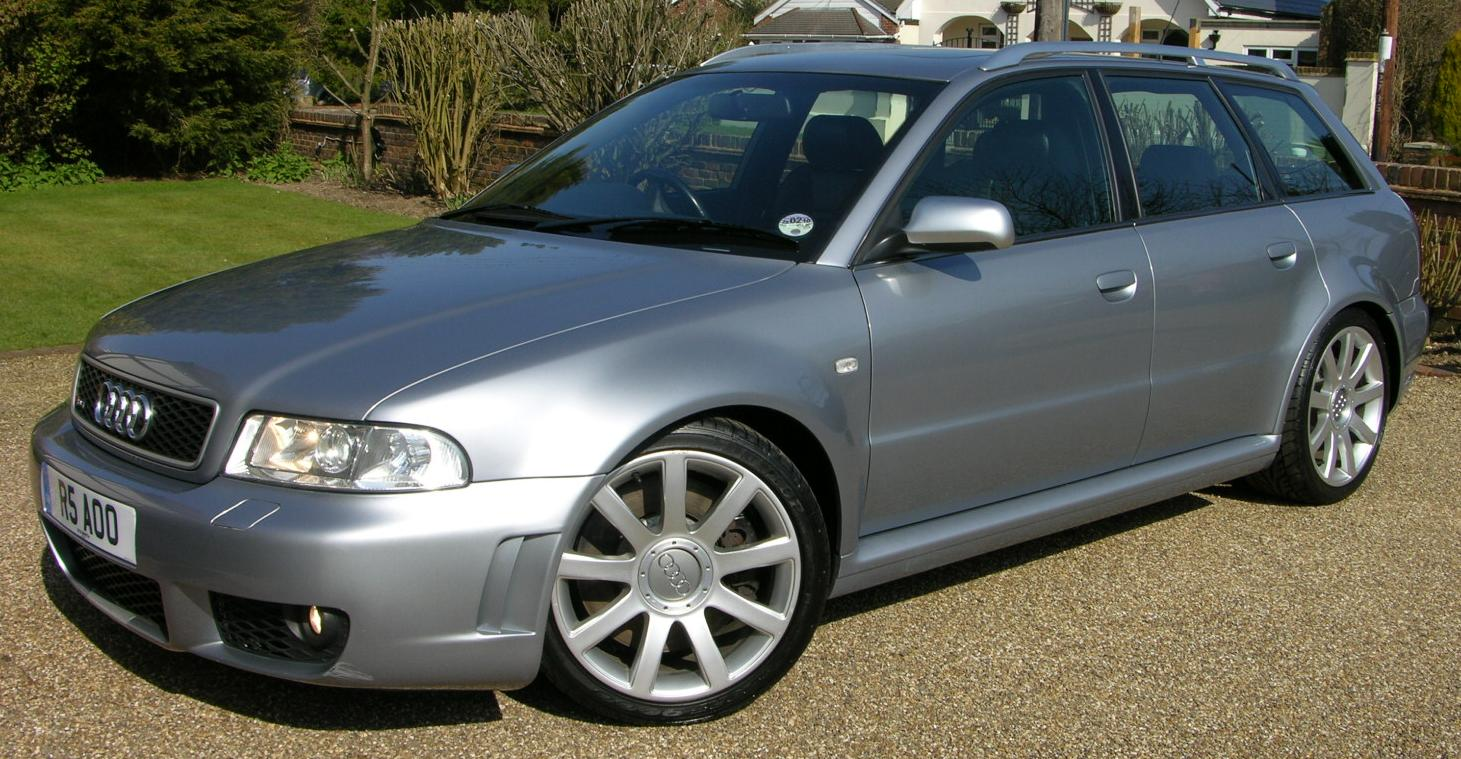
奧迪RS4

### 奧迪A4 B5產品線所使用的引擎
| A4 引擎類型                                                 | 峰值馬力 | 峰值扭力 | 最高時速 | 0-100公里加速時間 | 生產年份  |
| ----------------------------------------------------------- | -------- | -------- | -------- | ----------------- | --------- |
| 1.6公升 8氣門 單頂置凸輪軸 直列四缸發動機                   | 100bhp   | 140Nm    | 191km/h  | 11.9 s            | 1994-2001 |
| 1.8公升 20氣門 雙頂置凸輪軸 直列四缸發動機                  | 123bhp   | 173Nm    | 205km/h  | 10.5 s            | 1994-2001 |
| 1.8公升 20氣門 雙頂置凸輪軸 渦輪增壓 直列四缸發動機         | 148bhp   | 210Nm    | 222km/h  | 8.3 s             | 1994-2001 |
| 1.8公升 20氣門 雙頂置凸輪軸 渦輪增壓 直列四缸發動機         | 178bhp   | 235Nm    | 233km/h  | 7.9 s             | 1997-2001 |
| 2.4公升 30氣門 雙頂置凸輪軸 V6發動機                        | 163bhp   | 230Nm    | 225km/h  | 8.4 s             | 1997-2001 |
| 2.6公升 12氣門 單頂置凸輪軸 V6發動機                        | 148bhp   | 225Nm    | 220km/h  | 9.1 s             | 1994-1997 |
| S4 2.7公升 30氣門 雙頂置凸輪軸 雙渦輪增壓 V6發動機          | 261bhp   | 400Nm    | 250km/h  | 5.7 s             | 1997-2001 |
| RS4 2.7公升 30氣門 雙頂置凸輪軸 雙渦輪增壓 V6發動機         | 376bhp   | 440Nm    | 262km/h  | 4.9 s             | 1999-2001 |
| 2.8公升 12氣門 單頂置凸輪軸 V6發動機                        | 172bhp   | 245Nm    | 230km/h  | 8.2 s             | 1994-1997 |
| 2.8公升 30氣門 雙頂置凸輪軸 V6發動機                        | 190bhp   | 280Nm    | 240km/h  | 7.4 s             | 1997-2001 |
| 1.9公升 8氣門 單頂置凸輪軸 柴油直噴 直列四缸發動機          | 74bhp    | 150Nm    | 158km/h  |                   | 1996-2001 |
| 1.9公升 8氣門 單頂置凸輪軸 柴油直噴 渦輪增壓 直列四缸發動機 | 89bhp    | 202Nm    | 168km/h  | 13.3 s            | 1994-1997 |
| 1.9公升 8氣門 單頂置凸輪軸 柴油直噴 渦輪增壓 直列四缸發動機 | 89bhp    | 210Nm    | 168km/h  | 13.3 s            | 1997-2001 |
| 1.9公升 8氣門 單頂置凸輪軸 柴油直噴 渦輪增壓 直列四缸發動機 | 108bhp   | 225Nm    | 183km/s  | 11.3 s            | 1994-1997 |
| 1.9公升 8氣門 單頂置凸輪軸 柴油直噴 渦輪增壓 直列四缸發動機 | 108bhp   | 235Nm    | 183km/h  | 11.3 s            | 1997-2000 |
| 1.9公升 8氣門 單頂置凸輪軸 柴油直噴 渦輪增壓 直列四缸發動機 | 113bhp   | 285Nm    | 185km/h  | 10.5 s            | 2000-2001 |
| 2.5公升 24氣門 雙頂置凸輪軸 V6發動機                        | 148bhp   | 310Nm    | 210km/h  | 9.0 s             | 1997-2001 |

## 第二代奧迪A4 - B6 (2001-2005)
奧迪於2000年末發布了基於福斯B6平台開發的第2代奧迪A4，內部編號為Typ 8E/8H。受同代奧迪A6的影響，這一代的奧迪A4上市後獲得了好評。除1.6公升直列四缸引擎外，其它型號的引擎均獲得了擴缸，或調校出更高的動力輸出。這一代A4的quattro全時四輪驅動系統默認的前後扭力分佈被調校至50:50，此外博世集團開發的ESP 5.7電子穩定程序，包括ABS防鎖死剎車系統，剎車輔助以及EBD電子制動力分配系統也在這代A4中成為了標準配置。
至到2002年，奧迪又引用了其全新設計的2.0公升燃油缸內直噴直列四缸引擎，並將一款名為Multitronic的CVT無段自動變速器引入到產品線中，且在一年後發布了新款的奧迪S4。
這一代的奧迪A4通過了歐盟NCAP的碰撞測試，其對乘客的保護成績較上一代奧迪A4獲得的三星成績提高了一顆星至四星，但卻忽略了對行人的衝撞保護，從上一代A4獲得的兩星成績降至一星。

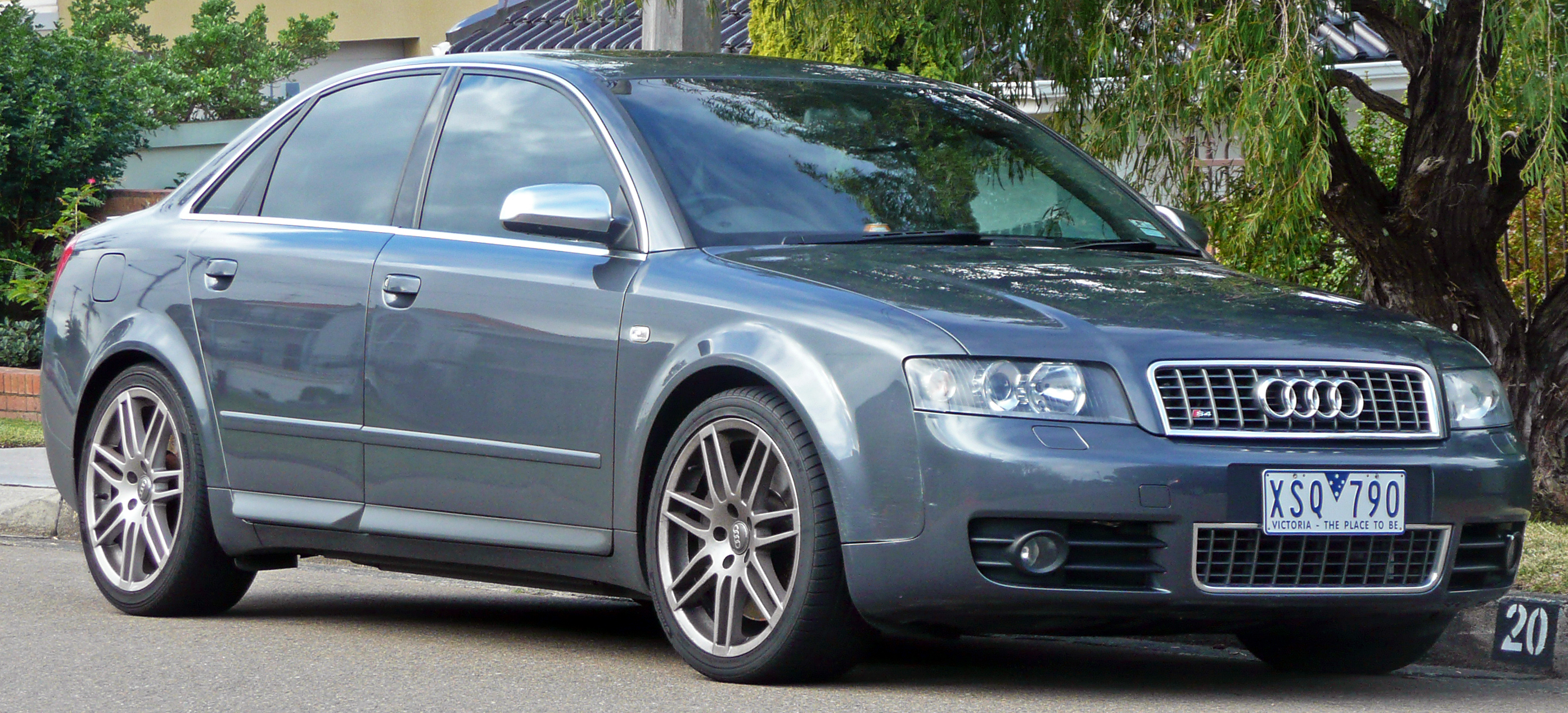
奧迪S4

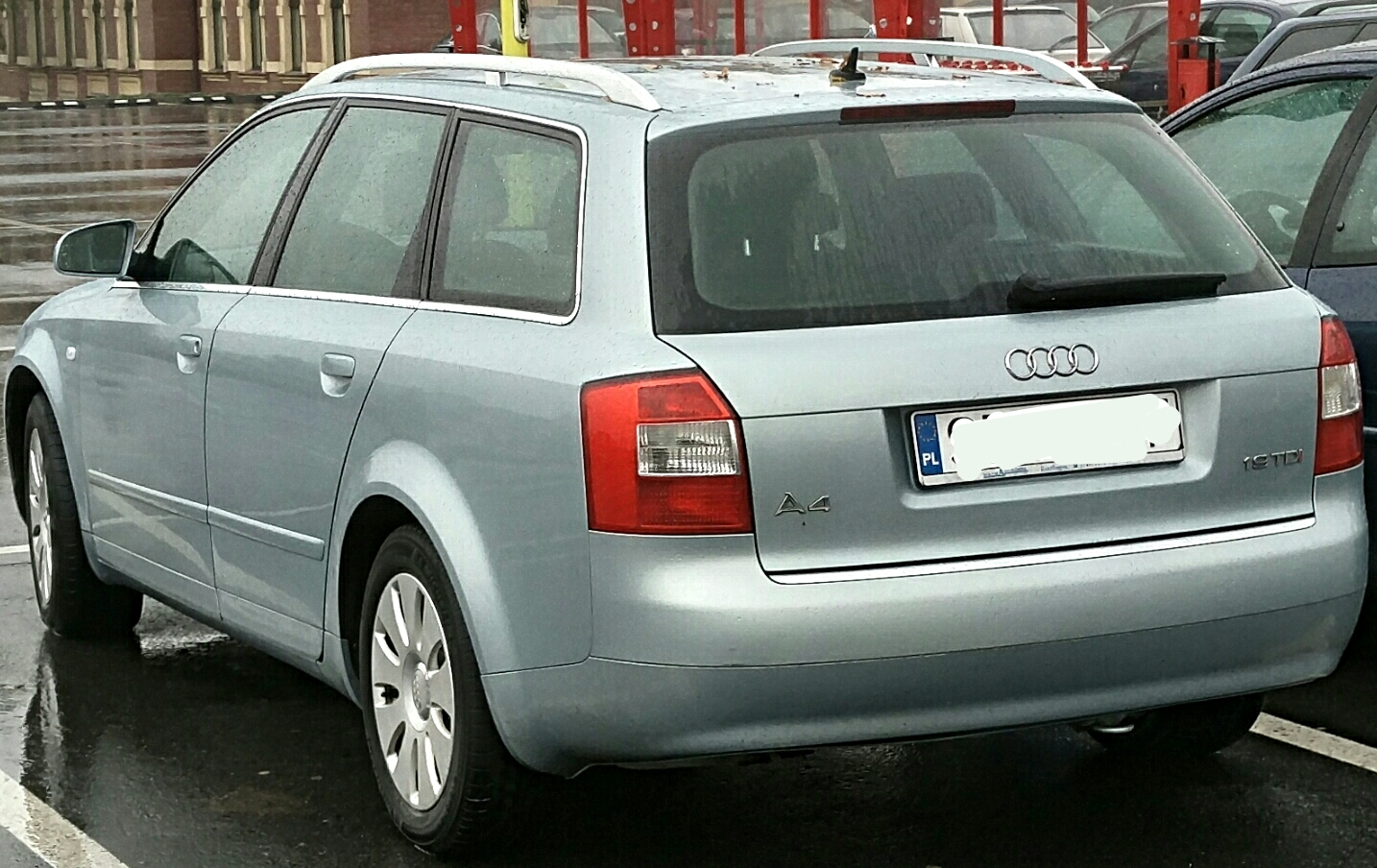
奧迪S4 Avant

## 第三代奧迪A4 - B7 (2005-2008)
2004年末，奧迪正式發布了此款代號B7但實際依然沿用了福斯B6平台開發的第三代奧迪A4，所以內部編號仍然是Typ 8E/8H。雖然這一代的奧迪A4仍然基於舊的福斯B6平台而開發，但此代奧迪A4較上一代奧迪A4的改進之處還是非常多。外表上，從這一代奧迪A4開始，前進氣格柵的鍍鉻外框被設計為一直延伸到接近前保險槓的底部，誇張的表現手法使之格外引人注目。基於整個懸吊系統的改進，駕駛時轉動方向盤的手感讓人更覺沉穩，加上博世集團全新的ESP 8.0電子穩定程序系統的加持，此代奧迪A4的操控性有了明顯的提高。
在這個時期，或許是因為福斯的燃油缸內直噴技術慢慢地趨於成熟，奧迪將此技術延伸到了幾乎奧迪A4全線的引擎型號當中，使之這一代的奧迪A4在動力輸出表現以及燃油經濟性方面都有了上佳的表現。

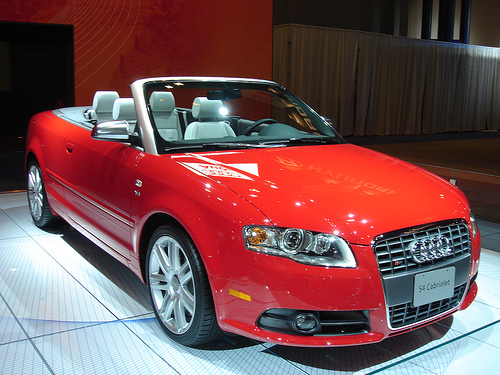
奧迪S4 Cabriolet

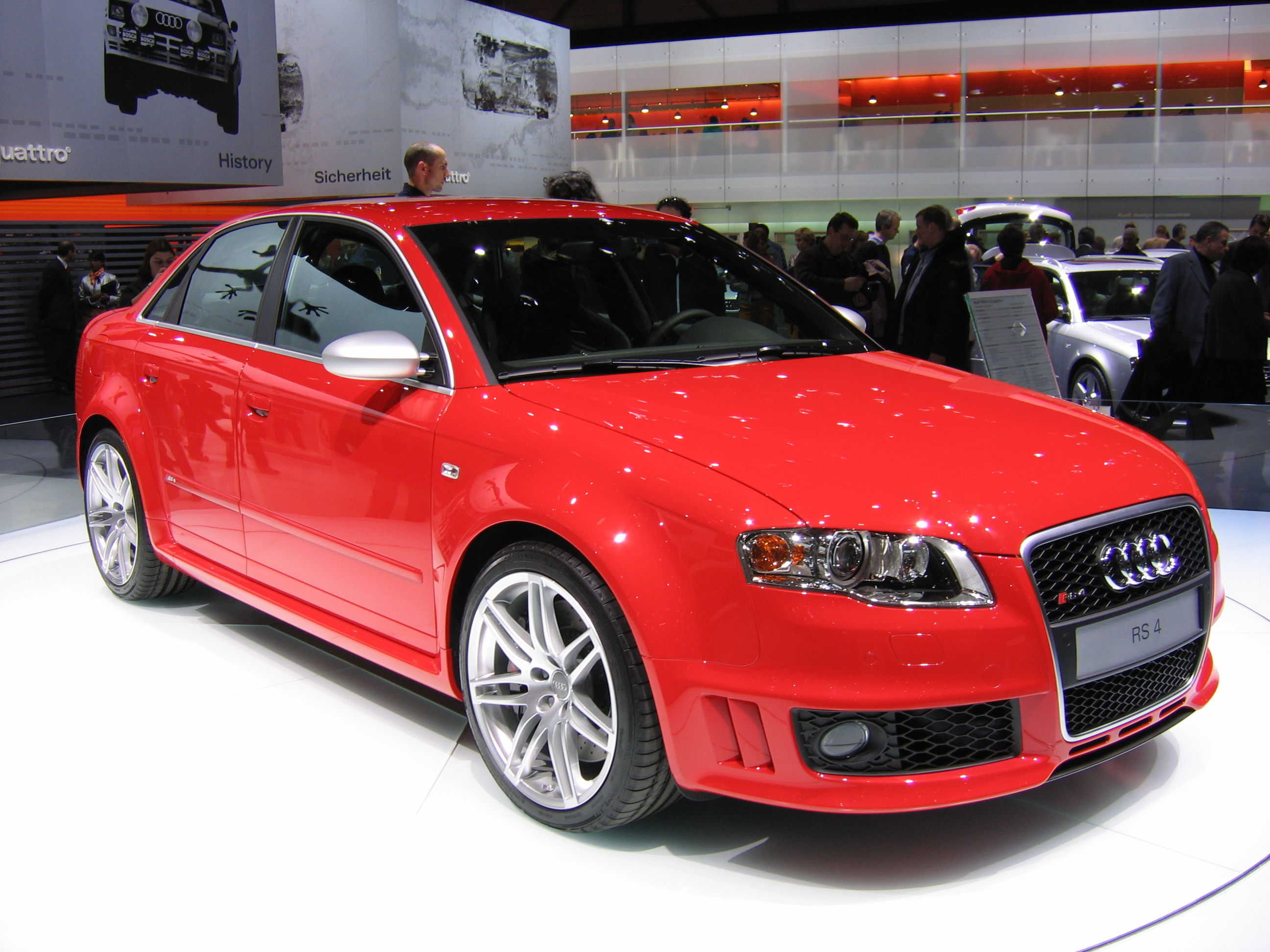
奧迪RS4

## 第四代奧迪A4 - B8 (2008-2015)

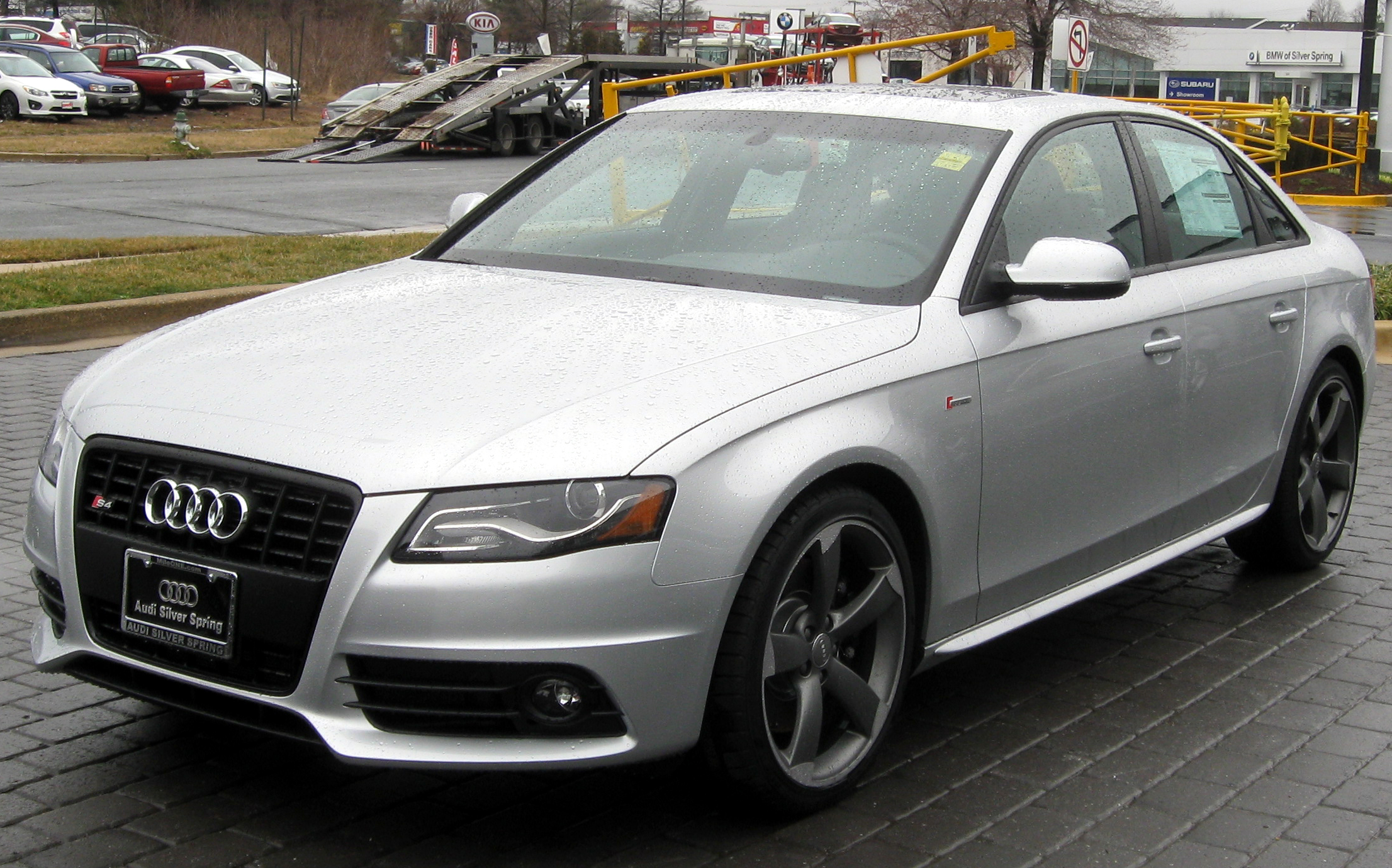
奧迪S4

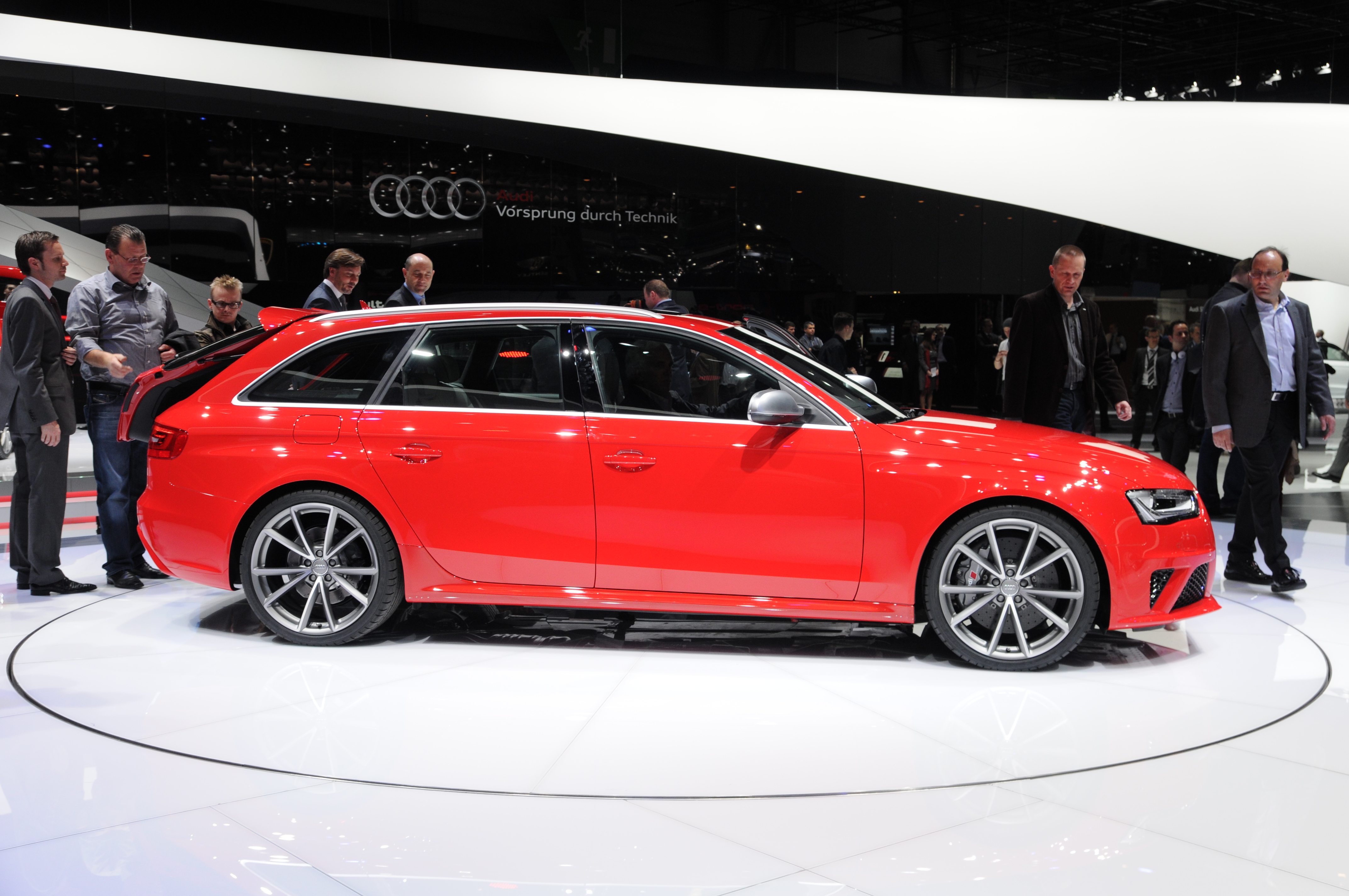
奧迪RS4

## 第五代奧迪A4-B9 2015–2023
2017年推出了全新換代的奧迪A4(代號B9），水箱面罩的設計更為鋒利，車身側面也有腰線貫穿，整車設計相比以前更為運動。動力配備上分為35，40以及45TFSI，其中45TFSI搭配了高功率EA888直列四缸渦輪增壓引擎，為四輪驅動，是A4 B9最高的動力規格，可以輸出250匹馬力,同時搭配Stronic七速雙離合變速箱讓整車在運動性上有一定提升。兩側後視鏡也從原本連接在車窗上給為了連接在車門處，官方稱這一改動有效的降低了車身的風阻系數。
2020發布小改款的B9.5
動力部分，小改款A4在歐洲市場提供6款渦輪動力配置，自入門款的A4 35 TFSI到首度推出的柴油性能版 S4 TDI，馬力介於150ps~347ps之間，變速箱也有手排、7速S tronic和8速手自排可以做搭配。另外有三款搭配12V輕油電動力系統的MHEV車型，原廠表示可以減少每100公里的油耗達0.3升。
內裝方面，小改款A4導入了10.1吋的觸控式螢幕，以及新世代MMI車載娛樂系統，整合了許多車輛資訊和行車系統，從裡面可以得知紅綠燈資訊、停車位顯示、交通流量，甚至會計算車輛到下一個綠燈的建議時速，搭配主動巡航系統等等高階功能。

## 中国市场
奥迪A4 B6、B7曾在长春生产。如奥迪A6L一样，09年在长春一汽大众生产的奥迪A4 B8为专为中国市场设计的加长版，命名为奥迪A4L。B8 A4L的轴距和长度加长了60mm（2.4英寸）。

## 外部連結
- 德國官方網站
- 美國官方網站
- 英國官方網站